# Cattleya kerrii
Cattleya kerrii är en orkidéart som beskrevs av Friedrich Gustav Brieger och Hamilton Dias Bicalho. Cattleya kerrii ingår i släktet Cattleya och familjen orkidéer. Inga underarter finns listade i Catalogue of Life.